# GEO&BIO
«GEO&BIO: Праці Національного природничого музею» (Geo&Bio: Proceedings of the National Museum of Natural History) — головне видання Національного науково-природничого музею НАН України. У 2001–2008 роках журнал виходив під головною назвою «Вісник Національного природничого музею».

## Загальна інформація

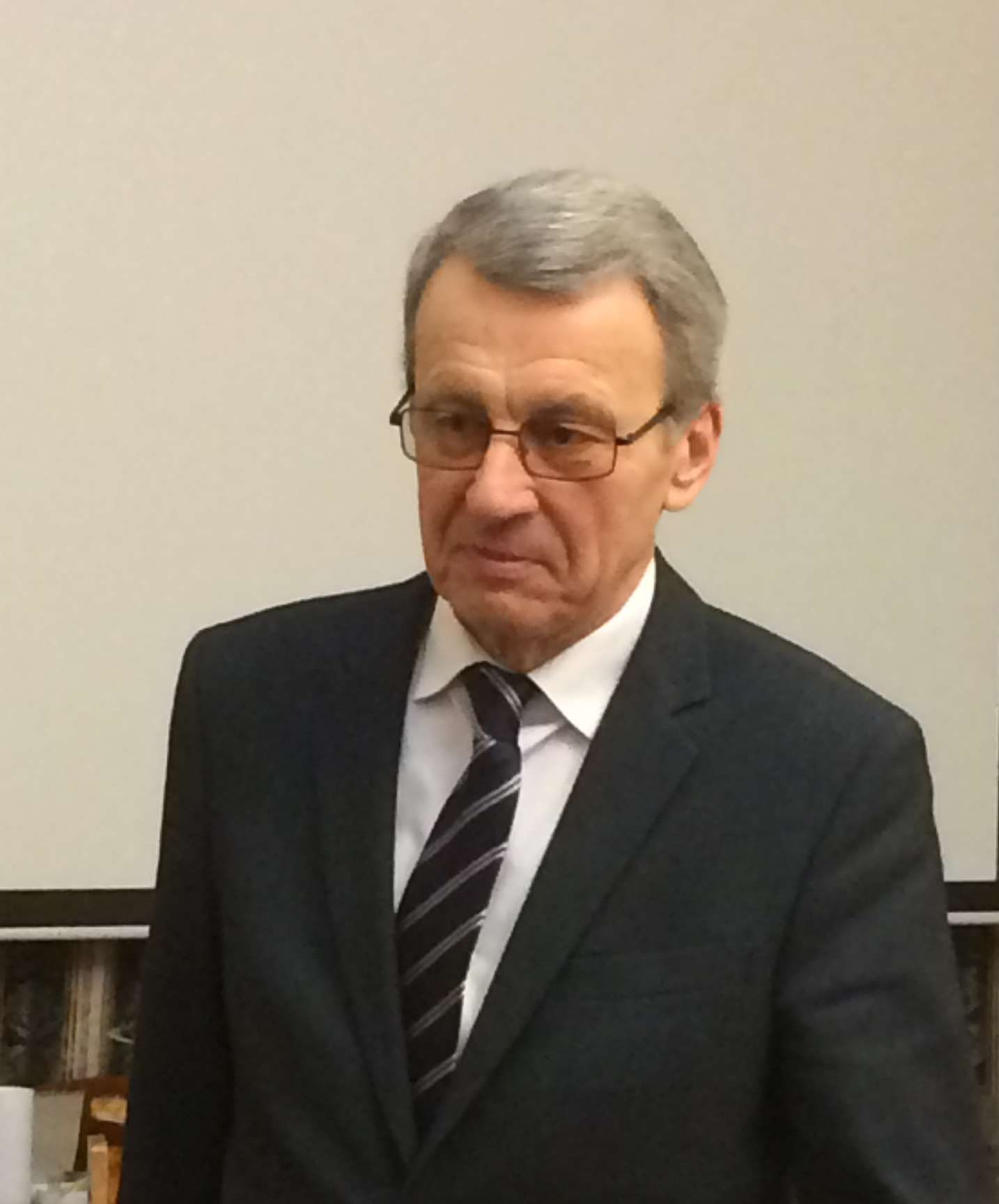
Головний редактор видання у 2009—2017 роках проф. Ігор Ємельянов (фото в день 70-річчя 05.12.2017)

Редакційна команда Вісника ННПМ на День музеїв, 10.05.2017.

GEO&BIO — видання, покликане поширювати інформацію про дослідження та охорону біотичного та геологічного різноманіття, зокрема зоології, ботаніки, екології рослин та тварин, созології, палеонтології, геології, музеології. 
Окрему увагу в журналі приділяють опису й аналізу різноманіття об'єктів природи (зокрема, у царині Конвенції про біорізноманіття) та результатам дослідження колекцій, обговоренню підходів до вивчення ландшафтного і біотичного різноманіття та його збереження, розвитку фондових природничих колекцій та управління ними, дослідженням з історії та перспектив розвитку музеїв як наукових та просвітницьких центрів.
Видання рецензоване, кожна стаття отримує два експертні висновки від фахівців у відповідній галузі. Рецензування закрите, у формі анкети та коментарів до всіх відміток «ні», із зауваженнями по тексту рукопису. Після прийняття статті в роботу вона проходить три цикли редагувань — наукове, технічне і мовне. Всі процедури подання, прийняття, рецензування та редагування рукописів, а також всі листування з авторами, редакторами та рецензентами здійснюються в електронній формі, без роздруку паперових копій.

## Особливості видання
- перший випуск: 2001 рік
- на сьогодні видано томів: 17
- середній обсяг одного тому: 120–250 сторінок
- свідоцтво державної реєстрації 2008 року: № 14636-3607Р від 23.10.2008 р.
- свідоцтво державної реєстрації 2017 року: серія КВ, № 23104-12944ПР від 11.12.2017 р.
- періодичність (після реєстрації): 1-2 рази на рік
- мови видання: українська, англійська
- вебсторінка видання GEO&BIO [Архівовано 21 січня 2015 у Wayback Machine.]
- супутнє видання (як додаток): Природнича музеологія (видано 5 випусків)

## З історії видання
протягом 2001—2009 років видання виходило як неперіодичний збірник, раз на 2-3 роки. На титулі першого випуску не було жодної інформації про те, що це перший випуск. Надалі випуски також нумерували не щоразу, і всі вони були здвоєними, наприклад № 2-3 за 2002—2004 роки, № 4-5 за 2005—2007 року, № 6-7 за 2008—2009 роки (так вказано на обкладинці). Випуски 2-3 та 4-5 позначені додатковою назвою «Серія ботанічна» з логотипом «Ботанічний музей НАН України», хоча жодних серій не було затверджено і більше не відомо, а «Ботанічний музей НАН України» — вигадана установа, якої ніколи не існувало. Ця ганебна практика припинилася з приходом нового головного редактора і нового відповідального секретаря журналу.
З 2010 року (випуск 8) видання стало щорічним, і з 2014 року випуски стали іменувати «томами» (том 12). З того ж тому змінено стиль титульної сторінки з книжкового типу (тільки назва, з надзаголовком про установу і з номером та роком під назвою) на стандартну журнальну титулку, яка включає: кліше з назвою, номер тому з ISSN, змістом безпосередньо під кліше. З 2016 року видання включено до переліку фахових наукових видань України (рішення ДАК 8.12.2016). Тоді ж на вебсайті видання започатковано домашні сторінки для кожної зі статей.
2018 року у виданні суттєво змінено склад редколегії, змінилися також деталі оформлення верстки, включно з колонтитулами. Видання перереєстровано під назвою GEO&BIO, воно стало двомовним (укр. + англ.) і надалі виходитиме двічі на рік. З цього ж 2018 року розпочато участь журналу в системі CrossRef, і том 16 підготовлено з DOI тому (doi: 10.15407/gb.2018.16) та його окремих статей (загалом на 17 статей є 32 crossref).

## Мова статей
Видання довгий час існувало як багатомовне, але фактично двомовне (укр. + рос.) з виразною тенденцією до росту частки російськомовних праць і відсутністю англомовних. У наведеному переліку найцитованіших праць 5 статей — україномовні, 4 — російськомовні, 1 — англомовна. Це приблизно відбиває співвідношення кількості праць за мовою їх написання загалом. Проте з  2014 року мовну політику журналу змінено: редакція надає перевагу україномовним статтям та веде роботу з посилення англомовної складової у кожній зі статей (резюме, підписи до рисунків) і залучення авторів, які можуть писати англійською основний текст.
Після перереєстрації наприкінці 2017 року журнал друкує тільки україномовні та англомовні статті з дедалі більшою часткою англомовного сегмента: всі статті мають розширені до 1000 знаків (з 2019 року 1800 знаків) резюме англійською мовою, переклади англійською усіх назв таблиць та рисунків, а з 2018 року також і переклади англійською кириличної бібліографії. Зокрема, у томі 10 (2012 рік з його законом Ківалова-Колесніченка) було нуль англомовних, 3 україномовні та 5 російськомовних, вже у томі 12 (2014) було 3 англомовні, 6 україномовних та 2 російськомовні, а у томі 14 за 2016 рік — 3 англомовні, 11 україномовних та нуль російськомовних.
З 2018 року таке співвідношення закладено в програму розвитку видання і включено до реєстраційних документів журналу.
Випуск за 2018 рік включає 16 статей, у тому числі 7 англійською та 9 українською.
Перший випуск за 2019 рік включає 8 україномовних та 3 англомовні праці; у наступному 18 томі — 7 україномовних та 4 англомовні праці. У томі 19 (2020) — 5 англомовних та 5 україномовних статей плюс 2 україномовні хроніки (меморіальні статті про відомих колег — Валентини Бібікової та Вадима Топачевського).

## Рейтингові оцінки та реєстрації в базах даних
Журнал має свій профіль в гугл-академії (Google Scholar) та у кількох базах даних, що представляють наукові видання (зокрема й Index Copernicus).
За даними Google Scholar [Архівовано 22 квітня 2016 у Wayback Machine.] на 01.12.2020 журнал має такі показники:
- бібліографічних посилань всього — 462, за останні 5 років — 346 
 (для порівняння: 25.11.19 — 263/195; 06.03.20 — 309/208, 21.11.20 — 436/325),
- h-індекс за весь час — 9, за останні 5 років — 8,
- i10-індекс за весь час — 8, за останні 5 років — 4.
- середні кількість цитувань на рік для останніх п'яти років — 62 
 (для періоду 2016—2020 за роками: 58, 60, 70, 74, 47 цитувань).

## Найцитованіші праці
За версією гугл-академії, 10-ма найбільш цитованими в інтернет-мережі працями з GEO&BIO є такі:
- Таксономія і номенклатура ссавців України [Архівовано 1 липня 2019 у Wayback Machine.] / Загороднюк І. В., Ємельянов І. Г. // Вісник Національного науково-природничого музею, 2012, вип. 10, с. 5–30.

- Роди звірів східноєвропейської фауни та їх українські назви [Архівовано 4 квітня 2022 у Wayback Machine.] / Загороднюк І. В. // Вісник Національного науково-природничого музею, 2001, вип. 1, с. 113—131.

- Флоросозологические особенности степных флор региона Западного Причерноморья в связи с вопросами оптимизации его природно-заповедной сети / Крицкая Л. И., Новосад В. В. // Вісник Національного науково-природничого музею, 2001, вип. 1, с. 147—188. (рос.)

- Підземні гризуни як життєва форма ссавців [Архівовано 16 травня 2017 у Wayback Machine.] / М. А. Коробченко, І. В. Загороднюк, І. Г. Ємельянов // Вісник Національного науково-природничого музею, 2010, вип. 8, 5—32.

- Golden Jackal (Canis aureus) in Ukraine: Modern Expansion and Status of Species [Архівовано 4 лютого 2018 у Wayback Machine.] / I Zagorodniuk // Proceedings of the National Museum of Natural History, 2014, Vol. 12, P. 102—107.

- Ссавці північного сходу України: зміни фауни та знань про її склад від огляду О. Черная (1853) до сьогодення [Архівовано 5 лютого 2018 у Wayback Machine.] / Загороднюк І. В. // Вісник Національного науково-природничого музею, 2009, вип. 7, с. 172-213 (частина 1); 2010, вип. 8, с. 33–60 (частина 2).

- До іхтіофауни басейну нижньої течії Дунаю в межах України / ЮВ Мовчан // Вісник Національного науково-природничого музею. 2001. Том 1, с. 138—141.

- A new discovery of Metazoa imprints and ichnofossils in the Vendian Mohyliv suite from the Bernashivka quarry [Архівовано 6 березня 2019 у Wayback Machine.] / V Grytsenko // Вісник Національного науково-природничого музею, 2016, вип. 14, с. 23-34.

- Дикая лесная кошка, Felis silvestris Schreber, 1977 (Felidae, Carnivora, Mammalia), в Украине (распространение, структура популяции и новые находки) [Архівовано 5 лютого 2018 у Wayback Machine.] / ЛС Шевченко, ВН Песков // Вісник Національного науково-природничого музею, 2009, вип. 7, с. 135—157. (рос.)

- Animals in kitchen waste of the Dubno Holy Transfiguration Monastery (Ukraine) from the time of its construction (16th century AD) [Архівовано 21 грудня 2019 у Wayback Machine.] / LV Gorobets, OM Kovalchuk, YL Pshenichny, AV Veiber // Proceedings of the National Museum of Natural History, vol. 15, p. 15-24.